# Diuretici tiazidici

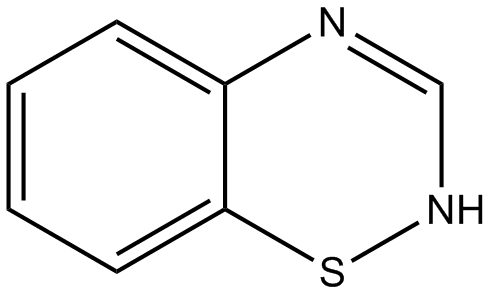
Benzotiadiazina (precursore della classe)

Clorotiazide

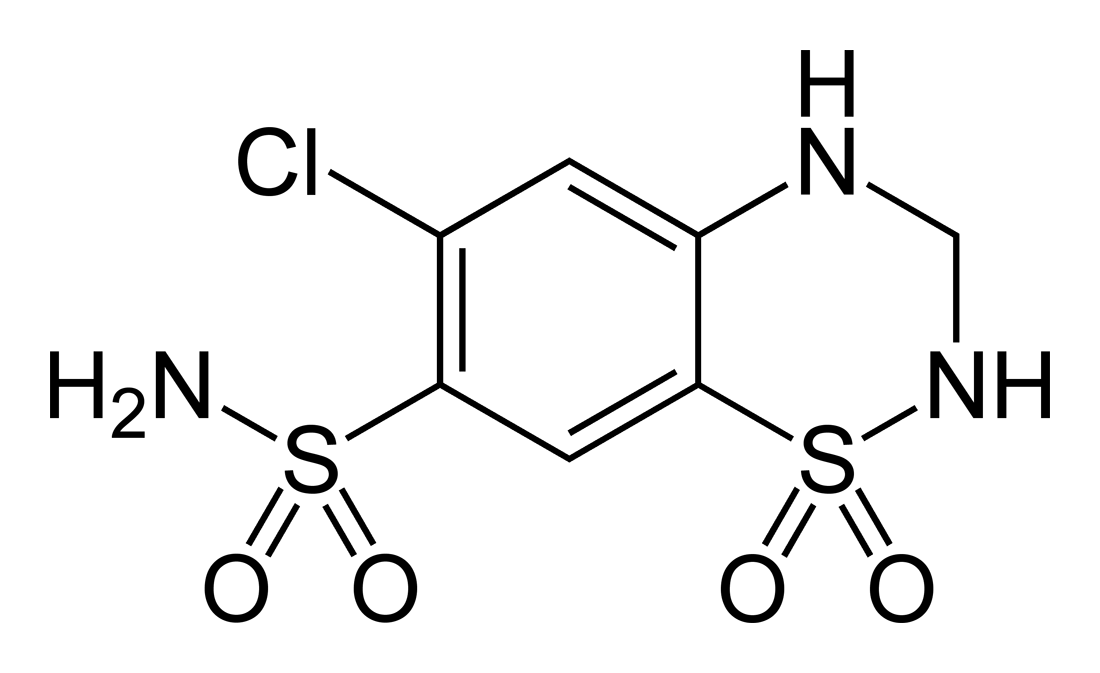
Idroclorotiazide

I diuretici tiazidici sono una classe di farmaci diuretici utilizzati principalmente nel trattamento dell'ipertensione. I diuretici tiazidici riducono il rischio di morte, ictus e infarto del miocardio secondari nei pazienti ipertesi e in molti Paesi costituiscono gli antipertensivi più economici presenti sul mercato.

## Meccanismo d'azione
I membri di questa classe di diuretici derivano strutturalmente dalla benzotiadiazina. Controllano l'ipertensione in parte inibendo il riassorbimento degli ioni sodio (Na+) e cloruro (Cl−) dal tubulo contorto distale del rene bloccando il cotrasportatore sodio-cloro tiazido-sensibile. Il sodio, che non è assorbito a livello del tubulo contorto distale a causa del blocco del simporto, sarà parzialmente riassorbito a livello del dotto collettore grazie a un trasportatore in antiporto tra sodio e potassio. I diuretici tiazidici provocano un'aumentata escrezione di potassio e aumentati livelli plasmatici di acido urico.
Il termine "tiazidico" viene usato anche per farmaci che mostrino un simile meccanismo d'azione, anche se non a struttura tiazidica come il clortalidone, il metolazone e l'indapamide. Questi farmaci sono più propriamente noti come diuretici tiazido-simili.
I diuretici tiazidici inoltre aumentano il riassorbimento di calcio nel tubulo distale. Diminuendo la concentrazione di sodio all'interno delle cellule epiteliali, i tiazidici aumentano l'attività della Na+/Ca2+-ATPasi sulla membrana basolaterale che pertanto pompa più calcio nell'interstizio. Ciò, di conseguenza, abbassa la concentrazione di calcio intracellulare e pertanto più Ca2+ può diffondere nella cellula tramite i canali calcio-selettivi (TRPV5) del lato apicale. In altre parole una più bassa concentrazione di Ca2+ intracellulare genera la driving force per il riassorbimento del lume.
Si ritiene che i diuretici tiazidici aumentino il riassorbimento di calcio con un meccanismo che coinvolge il riassorbimento di sodio e calcio nel tubulo prossimale in risposta alla carenza di sodio. Parte di questa risposta è dovuta all'aumento dell'azione dell'ormone paratiroideo (PTH).
I tiazidici aumentano l'escrezione di magnesio, che correlata a quella ridotta di calcio e la perdita di potassio, può favorire la comparsa di scompensi elettrolitici.
Sono utilizzati come terapia iniziale per i casi di lieve ipertensione a causa del loro basso potere, spesso associati a β-bloccanti per aumentare l'effetto di questi ultimi.

## Farmaci
A questa classe appartengono:
- Clorotiazide
- Clortalidone
- Idroclorotiazide
- Triclormetiazide
- Idroflumetazide
- Metolazone
- Chinetazone

## Utilizzo farmacologico
I farmaci tiazidici vengono utilizzati nella cura di:
- Ipertensione: grazie al duplice effetto diuretico e di riduzione delle resistenze periferiche, agendo molto lentamente e riducendo il volume pressorio in modo modesto non porta a una risposta compensatoria, pertanto l'effetto perdura a lungo termine;
- Insufficienza cardiaca congestizia: non è un utilizzo molto ampio, spesso quando è associata a ipertensione;
- Nefrolitiasi da calciuria idiopatica: grazie all'effetto di riduzione dell'escrezione urinaria di calcio;
- Diabete insipido nefrosico.

### Impiego come antipertensivi
I diuretici tiazidici sono generalmente usati nel trattamento dell'ipertensione, sebbene siano impiegati anche per trattare edema e insufficienza cardiaca congestizia. Costituiscono il trattamento consigliato per l'ipertensione nelle linee guida europee (ESC/ESH). Le linee guida sull'ipertensione del 2011 dell'Istituto Nazionale per la Salute e l'Eccellenza Clinica (NICE) del Regno Unito, invece, raccomandano i calcio antagonisti come farmaci di prima scelta per l'ipertensione, mentre suggeriscono che i diuretici tiazidici debbano essere usati solo quando i calcio antagonisti non sono indicati, oppure quando il paziente presenta edema o un alto rischio di sviluppare insufficienza cardiaca. I tiazidici sono stati sostituiti in Australia dagli inibitori dell'ACE a causa della loro propensione ad aumentare il rischio di diabete mellito di tipo 2. Tiazidici a basso dosaggio hanno mostrato una riduzione della mortalità e della morbilità ipertensione-correlata sebbene il meccanismo con il quale provochino l'abbassamento della pressione arteriosa sul lungo periodo non sia pienamente noto. Quando somministrati in acuto i tiazidici causano un abbassamento della pressione sanguigna inducendo la diuresi, un abbassamento del volume plasmatico quindi della volemia e una riduzione nella gittata cardiaca. Nella somministrazione cronica, invece, i diuretici tiazidici causano la riduzione pressoria mediante una riduzione delle resistenze vasali periferiche (RVP) (ovvero inducendo vasodilatazione). Il meccanismo di questo effetto non è chiaro ma può coinvolgere effetti sistemici o di autoregolazione renale oppure un'azione vasodilatatrice diretta attraverso l'inibizione dell'anidrasi carbonica o mediante desensibilizzazione delle cellule muscolari lisce dei vasi in seguito all'aumento del calcio intracellulare indotto dalla noradrenalina.

### Altri impieghi clinici
I diuretici tiazidici riducono l'escrezione di calcio nell'urina, rendendoli utili nella prevenzione dei calcoli renali contenenti calcio. Questo effetto è associato a un bilancio positivo del calcio ed è associato a un aumento della densità delle ossa e una riduzione delle fratture attribuibili a osteoporosi. Con un meccanismo meno noto, i diuretici tiazidici stimolano direttamente la differenziazione degli osteoblasti e la formazione della componente minerale dell'osso, rallentando ulteriormente il decorso dell'osteoporosi.
A causa del loro effetto sulla ritenzione di calcio i diuretici tiazidici sono usati anche nel trattamento della malattia di Dent o nella ipercalciuria idiopatica.
I tiazidici possono essere associati con gli ACE inibitori per aumentare la diuresi senza variare le concentrazioni plasmatiche di potassio. Mentre gli ACE inibitori causano diuresi con ritenzione di potassio, infatti, i tiazidici ne inducono l'escrezione. Il loro effetto combinato sull'escrezione del potassio, quindi, si annulla. I tiazidici non hanno effetti significativi sul flusso sanguigno renale ma possono diminuire il tasso di filtrazione glomerulare.

## Tossicità
In genere la tossicità è bassa. Può però talvolta presentarsi:
- Iperuricemia: per un aumentato riassorbimento di fluidi a causa dell'incremento dell'osmolarità interstiziale e per un'azione diretta sul trasportatore dell'urea;
- Aggravamento delle insufficienze renali: risulta importante non somministrare questo farmaco se la clearance della creatinina presenta valori alterati;
- Aumento del 10% del colesterolo totale o delle LDL: scompare a lungo termine.